# Tapio Rautavaara
Kaj Tapio "Tapsa" Rautavaara, (Birkala, ara Nokia a (Finlàndia), 8 de març, 1915 - Hèlsinki, 25 de setembre, 1979), va ser un cantant (baix-baríton), compositor, actor i esportista finlandès. Va guanyar l'esdeveniment de javelina als Jocs Olímpics de Londres de 1948, entre altres esdeveniments.

## Biografia
Rautavaara va créixer al nord de Birkala a l'actual Nokia amb la seva mare soltera, la modista Hilda (morta el 1965). La mare venia de Nokia, però es va traslladar a Åggelby quan en Tapio tenia tres setmanes. La família Rautavaara era pobra i sovint no tenia roba ni menjar. El pare de Tapio, Heikki Rautavaara, poques vegades era a casa i finalment la parella es va separar. Als sis anys, Tapio es va traslladar amb la seva mare a Tampere, però la seva mare va tornar a Åggelby el 1925. En aquell moment, Tapio tenia deu anys i va ser enviat a viure a un orfenat a Tampere.
Després de sis anys d'escola primària, Rautavaara es va convertir en repartidor de diaris i va viatjar amb tren de Hèlsinki a Turku i de Hèlsinki a Kouvola. Aquest treball va acabar a la tardor de 1931, quan la Gran Depressió havia fet que els viatgers del tren no poguessin permetre's ni el luxe de comprar diaris. Durant els hiverns de 1931-1934, Rautavaara va ajudar a triturar pedres al camp d'esports d'Åggelby. Rautavaara odiava aquest treball; Era molt pesat i fred. Després d'això, va tenir molts treballs diferents, inclòs com a llenyataire. Durant una festa de Nadal de 1932, Rautavaara va aparèixer per primera vegada com a cantant. El seu interès pels esports va portar a ser membre de la Federació Nacional d'Esports de Finlàndia i la Federació d'Esports Obrers de Finlàndia. Durant l'estiu de 1935, Rautavaara va tornar a Åggelby.
El 1936-1937, Rautavaara va estar a l'armada finlandesa i va ser traslladat a l'exèrcit durant la Segona Guerra Mundial, on va passar un any com a soldat al front. L'any 1942 va ser traslladat a la companyia d'animació on es va descobrir la seva excel·lent veu de cantant.
Durant la dècada de 1940, Rautavaara va tenir un contacte superficial amb el seu pare, que s'havia tornat a casar i vivia a Åggelby. El 1942, Rautavaara es va casar amb Sima Elizabeth "Liisa" Handell, amb qui va tenir tres filles. Rautavaara va construir una casa a Åggelby, que es va acabar el 1951. Com a cantant, Rautavaara es va fer molt popular entre el poble finlandès i va fer gira durant més de 30 anys. Tot i que la seva popularitat va disminuir una mica durant la dècada de 1970, va continuar actuant com a cantant fins a la seva mort.
El 25 de setembre de 1979, Rautavaara va relliscar i va caure a la piscina de Dickursby, colpejant-se el cap a terra. El van traslladar a una clínica propera, però les seves ferides no es van considerar greus ja que es creia que estava borratxo. Però la nit següent es va esfondrar i va morir d'una hemorràgia cerebral. Està enterrat al cementiri de Malms a Hèlsinki.

## L'atleta
Després de la guerra, Rautavaara va competir en llançament de javelina. Va ser medalla de bronze als Campionats d'Europa de 1946 i 5è a l'Europeu de 1950. Va ser campió finlandès de javelina els anys 1944-45 i 1947-49. El seu major èxit va ser l'or olímpic en javelina a Londres 1948 amb un llançament de 69,77. En retrospectiva, però, creia que era l'home equivocat per guanyar el llançament de javelina a Londres. Un dels seus oponents, el nord-americà Steve Seymour, va ser millor, segons Rautavaara, però va tenir mala sort. El llançament més llarg de la seva carrera va arribar el 1945, quan Rautavaara va llançar 75,47.
Rautavaara també va ser un arquer hàbil i va formar part de l'equip finlandès que va guanyar el Campionat del Món per equips el 1958 i va ser campió finlandès de tir amb arc el 1955.

## El cantant i actor
Els enregistraments de Rautavaara van començar l'any 1946, amb la cançó "Lokki". Després, Rautavaara i Reino Helismaa van fer enregistraments de cançons escrites per J. Alfred Tanner. Durant la seva llarga carrera, Rautavaara va interpretar moltes cançons d'Helismaa i Toivo Kärki, com ara "Lapin jenkka", "Kulkuri ja joutsen", "Rakovalkealla" i "Reppu ja reissumies". En alguns casos, Rautavaara va compondre la música de les cançons, per exemple "Ontuva Eriksson", que era un poema d'Oiva Paloheimo. En total, Rautavaara va fer 328 enregistraments i va fer la seva última aparició sis mesos abans de la seva mort. Va ser durant un concert commemoratiu per Reino Helismaa el 1979, quan va interpretar "Kulkuri ja joutsen" i "Rakovalkella".
Com a actor, Rautavaara va aparèixer en pel·lícules després de la Segona Guerra Mundial i va aparèixer en més de 20 pel·lícules. L'última pel·lícula va ser l'any 1970.

## Memòria
Un monument a Tapio Rautavaara es va erigir al centre d'Åggelby a Hèlsinki, on va passar la major part de la seva vida. Cornelis Vreeswijk interpreta diverses de les cançons de Rautavaara a l'àlbum En spjutkastares visor.

## Cançons populars
- "Isoisän olkihattu"
- "Reppu ja reissumies"
- "Korttipakka"
- "Lapin jenkka"
- "Rosvo-Roope"
- "Päivänsäde ja menninkäinen"
- "Juokse sinä humma"
- "Huutolaispojan laulu"
- "Kulkuri ja joutsen" (Una mica des de dalt)
- "Tuopin jäljet"
- "Yölinjalla"
- "Sininen uni"
- "Anttilan keväthuumaus"
- "Häävalssi"
- "Merenkyntäjä Mikko Andersson" (Vent fresc de primavera)

## Papers cinematogràfics
- "Vain sinulle" (1945)
- "Synnin jäljet" (1946)
- "Kuudes käsky" (1947)
- "Kultamitalivaimo" (1947)
- "Sinut minä tahdon" (1949)
- "Aila, Pohjolan tytär" (1951)
- "Rion yö" (1951)
- "Salakuljettajan laulu" (1952)
- "Pekka Puupää" (1953)
- "Kaksi hauskaa vekkulia" (1953)
- "Me tulemme taas" (1953)
- "Kummituskievari" (1954)
- "Veteraanin voitto" (1955)
- "Villi Pohjola" (1955)
- "Kaunis Kaarina" (1955)
- "Kahden ladun poikki" (1958)
- "Suuri sävelparaati" (1959)
- "Molskis, sanoi Eemeli, molskis!" (1960)
- "Tähtisumua" (1961)
- "Villin Pohjolan salattu laakso" (1963)
- "X-Baronen" (1964)
- "Anna" (1970)

## Premis
- Cavalleria de Primera Classe de l'Ordre del Lleó de Finlàndia[7]
- Medalla de la Llibertat 2a classe[7]
- Medalla de la Llibertat de 1a classe[7]
- Creu del mèrit de la cultura esportiva finlandesa[7]